# Charles de Luynes
Charles d'Albert (Pont-Saint-Esprit, 5 augustus 1578 - Longueville, 15 december 1621) was hertog van Luynes, een belangrijk hoveling van Lodewijk XIII van Frankrijk en Connétable van Frankrijk.

## Biografie
Charles d'Albert werd geboren als oudste zoon van Honoré d'Albert. Zijn vader diende onder verschillende Franse koningen waardoor Charles d'Albert voornamelijk werd opgevoed aan het koninklijke hof. In deze tijd sloot hij vriendschap met de Dauphin, de latere koning Lodewijk XIII van Frankrijk. In 1615 werd hij door Lodewijk benoemd tot commandant van de paleiswacht van het Louvre en werd hij een van zijn adviseurs. Een jaar later volgde de benoeming tot Grootvalkenier van Frankrijk. Charles de Luynes was de verantwoordelijke achter de moord op Concino Concini.
In 1617 trouwde hij met Marie de Rohan. In de daaropvolgende jaren spande Charles de Luynes zich erg in voor de vrede in het rijk en wist hij een opstand van edelen in 1621 neer te slaan. Vanwege dat succes benoemde Lodewijk XIII hem tot Connétable van Frankrijk. In het najaar van 1621 lanceerde hij een campagne tegen de protestanten. Hij was aanwezig bij het mislukte Beleg van Montauban. Hij stierf later gedurende de campagne in Longueville aan een ziekte.